# Montecristo de Guerrero
Montecristo de Guerrero es una localidad del estado mexicano de Chiapas. Es la cabecera del municipio de Montecristo de Guerrero.

## Toponimia
El nombre «Montecristo» hace referencia al santo patrono de la localidad: Jesús de Nazaret. El nombre «Guerrero» rinde homenaje a Vicente Guerrero, héroe de la Independencia de México.

## Demografía
| Gráfica de evolución demográfica |
|                                  |

| Censo | Población |
| ----- | --------- |
| 1910  | 320       |
| 1921  | 169       |
| 1930  | 258       |
| 1940  | 258       |
| 1950  | 391       |
| 1960  | 696       |
| 1970  | 708       |
| 1980  | 944       |
| 1990  | 1 566     |
| 2000  | 1 643     |
| 2010  | 2 546     |
| 2020  | 3 191     |